# Кампанелла (музика)
Кампанелла — популярна назва 3-го етюду (1851 р., Веймар, Німеччина) Ференца Ліста, який є фортепіанною транскрипцією однойменної скрипкової п'єси Нікколо Паганіні. Написана в соль-дієз мінорі.
У Ліста є 6 етюдів, написаних на теми Паганіні. Третій його етюд, написаний на тему фіналу другого скрипкового концерту Паганіні (в сі-мінорі). Цей фінал, за звучання його верхніх нот, що нагадує ніжні звуки дзвіночків, Паганіні назвав «Кампанелла» (італ. campanella — «дзвіночок»).
Відтворення аудіо не підтримується у вашому браузері. Ви можете завантажити аудіо-файл.
«Кампанелла»

## Технічні прийоми

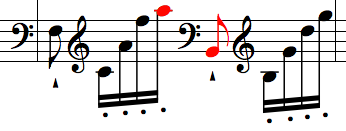
Відстань між двома червоними нотами (майже 3 октави) на фортепіанній клавіатурі становить 46 см

Етюд відомий як один з найскладніших фортепіанних творів. Його грають у швидкому темпі allegretto, і стрибки в партії піаніста іноді сягають двох октав. Найбільші інтервали в партії правої руки — квінтдецима (дві октави) і інтервал на 16 ступенів, що не має назви (дві октави і секунда). Піаніст має мало часу для переміщення руки. Квінтдецим багато на початку етюду, інтервали на 16 ступенів трапляються двічі: у 30-му і 32-му тактах.
У лівій руці теж з'являються великі інтервали (більші, ніж у правій). У 101-му такті ліва рука грає стрибок на три октави. В етюді також є інші складні технічні прийоми, наприклад трель четвертим і п'ятим пальцями.
Аранжування «Кампанелли» створили композитори Ферруччо Бузоні і Марк-Андре Амлен.

## Цікаві факти
- Ремікс «Кампанелли» використовується як звукова доріжка в одному з популярних рівнів гри «Geometry Dash ».[1]